# 大乗院 (平塚市)

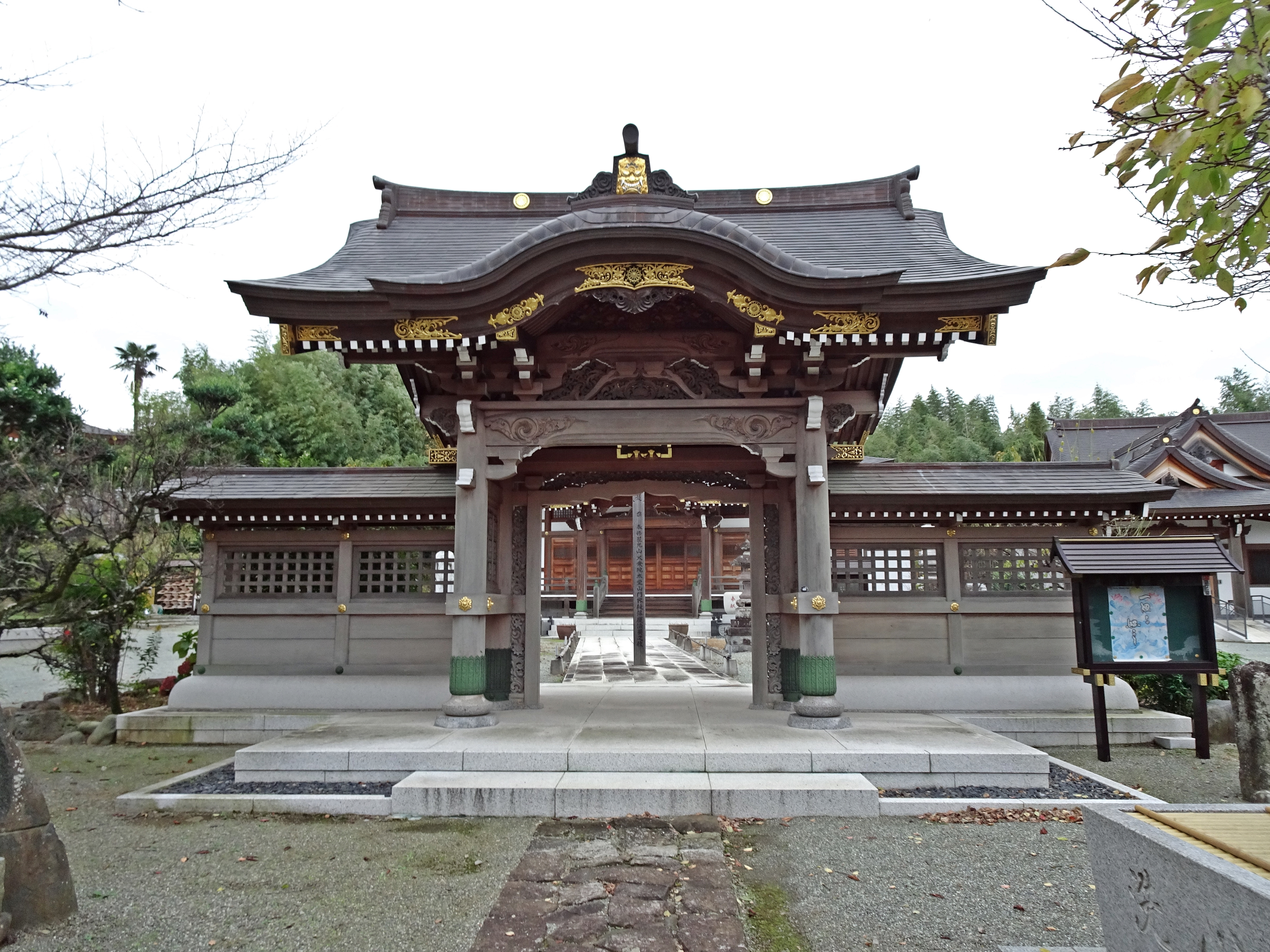
大乗院山門

大乗院（だいじょういん）は、神奈川県平塚市にある天台宗の寺院。相模新四国三十三観音霊場第29番札所である。

## 歴史
創建年代は不明である。ただ治承年間（1177年 - 1181年）に土屋宗遠によって中興されていることから、少なくとも平安時代末期には既に存在していたものと推測される。
その後は、天台宗の相模国における本山として4の塔頭と25の末寺を擁していた。しかし1945年（昭和20年）8月7日の空襲で全焼してしまったが、幸いにも本尊の阿弥陀如来は守り抜くことができた。1949年（昭和24年）に再建された。

## 交通アクセス
- 秦野中井ICより車10分。